# Francesco Griselini

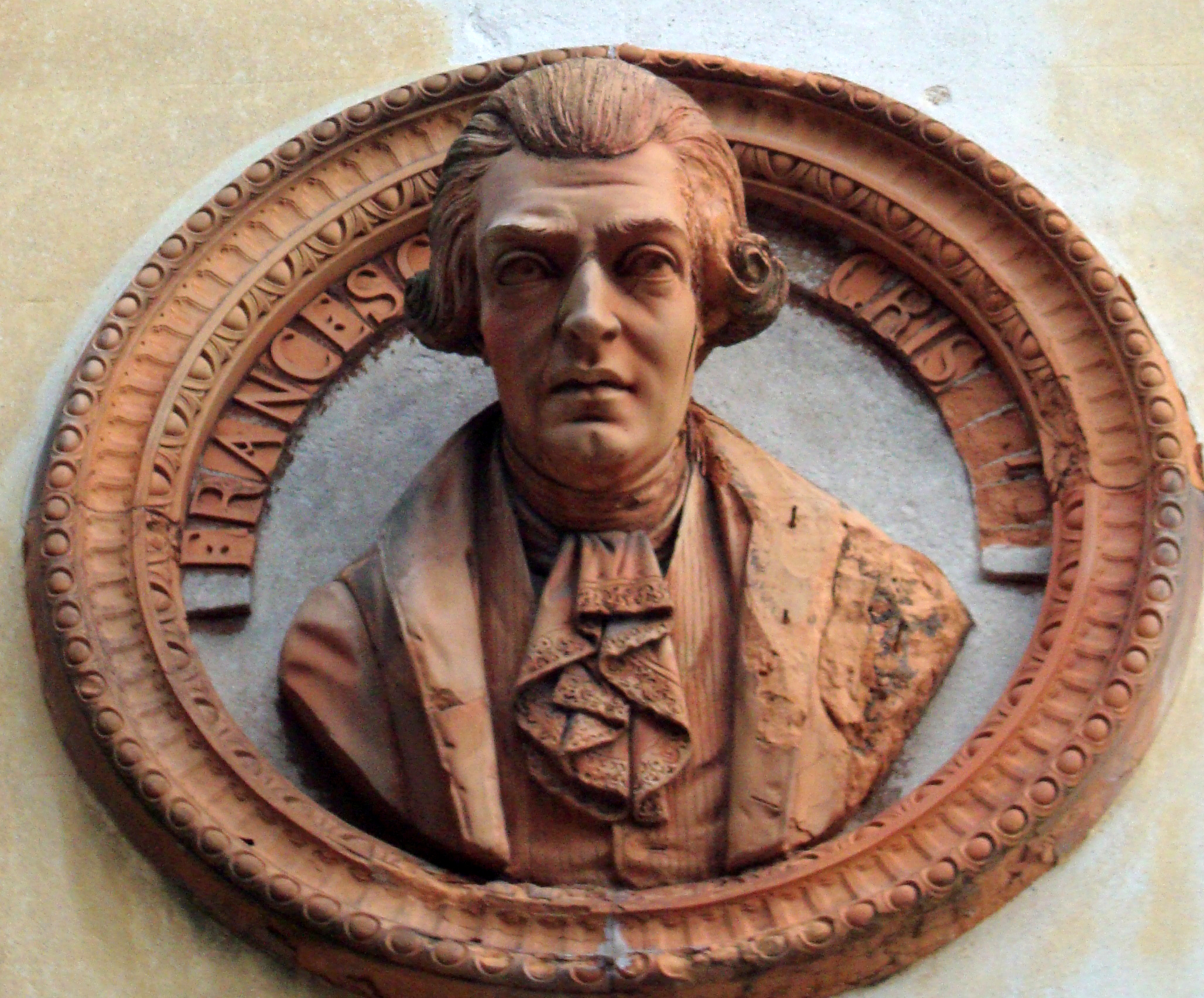
Francesco Griselini Medaillon

Francesco Griselini (* 12. August 1717 in St. Fantino bei Venedig; † 1787 in Mailand, Italien) war ein italienischer Gelehrter, Naturwissenschaftler, Reisender und Banater Geschichtsschreiber.

## Familie und Studium
Sein Vater Marco war italienischer Tuchmacher, seine Mutter Elisabetta, geborene Sperafigo, war die Tochter eines Seidenhändlers aus Mailand.
Francesco Griselini begann in Venedig das Studium der Theologie, das er jedoch abbrach, um mit Libera Pompiglia die Ehe einzugehen. Anschließend widmete er sich dem Studium der Geschichte und Naturwissenschaften. Griselini war Universalgelehrter. Er wirkte als Geograph, Kartograph, Naturforscher, Schriftsteller, Zeichner, Lustspieldichter, Reisender, Journalist und Botaniker. Er gab das von 1768 bis 1778 in 18 Bänden erschienene Dizionario delle arti e de' mestieri heraus, eine Enzyklopädie insbesondere zu Landwirtschaft, Bergbau, Handwerk, Gewerben und Technik. Von Band 6 an unterstützte ihn dabei Abt Marco Osvaldo Fassadoni (1732–1813).

## Reise ins Banat
Um 1770 lernte er Josef Brigido von Bresowitz, Präsident der Landesadministration des Temescher Banats, und dessen Bruder Pompejus kennen. Auf Einladung der Brüder Brigido trat er am 21. September 1774 eine Studienreise ins Banat an. Am 22. September traf er in Temeswar ein, wo er im Präsidentenpalais am Domplatz, heute Barockpalast untergebracht war. Hier weilte er bis März 1777.
In dieser Zeit bereiste er das Banat im Auftrag der Temeswarer Landesregierung und hielt seine Eindrücke und Erfahrungen in einer bis heute wichtigen Beschreibung des Banats fest. Von hier aus schrieb er mehrere Briefe an „Standespersonen und Gelehrte“ jener Zeit, die in den Zeitschriften  „Giornale d'Italia“ und „Nuovo Giornale d'Italia“ veröffentlicht wurden.
1780 brachte er die Briefe in Mailand unter dem Titel Lettere odeporiche ove i suoi viaggi e le di lui osservazioni spettanti all'istoria naturale, ai costumi di vari popoli e sopra più altri interessanti oggeti si descrivono, giuntevi parecchie memorie dello stesso autore, che riguardano le scienze e le arti utili heraus.
Fast zeitgleich erschien die deutsche Übersetzung in Wien, die er der Kaiserin Maria Theresia unter dem Titel Versuch einer politischen und natürlichen Geschichte des temeswarer Banats in Briefen an Standespersonen und Gelehrte widmete.
Griselini starb 1787 in geistiger Umnachtung in einem Mailänder Sanatorium.

## Schriften
- Memorie Anedote Spettanti Alla Vita Ed Agli Studi del Sommo Filosofo E Giureconsulto F. Paolo Servita, 1760
  - Denkwürdigkeiten des berühmten Fra Paolo Sarpi, ehemaligen Serviten in Venedig, oder merkwürdige Anecdoten zu dem Leben und Schriften dieses berühmten Mannes. Bartholomaei, Ulm 1761.
- Dizionario delle arti e de' mestieri, 18 Bände. Modesto Fenzo, Venedig 1768–1778.
- Lettere odeporiche ove i suoi viaggi e le di lui osservazioni spettanti all'istoria naturale, ai costumi di vari popoli e sopra più altri interessanti oggeti si descrivono, giuntevi parecchie memorie dello stesso autore, che riguardano le scienze e le arti utili, Mailand 1780.
- Versuch einer politischen und natürlichen Geschichte des temeswarer Banats in Briefen an Standespersonen und Gelehrte, 2 Bände, Wien 1780.
  - Istoria Banatului timişan. Übersetzung ins Rumänische von Nicolae Bolocan, Bukarest 1926.

## Ehrungen
- Ehrenmitglied mehrerer Akademien[4]
- Sekretär der k.k. Gesellschaft zur Aufnahme des Ackerbaues, der Künste, Manufakturen und Handlung zu Mailand[4]
- In Timișoara wurde die Strada Francesco Griselini nach ihm benannt.[5]